# わたしのねがいごと。
わたしのねがいごと。は、日本の音楽グループ。ろみ、ひかる、ちほこの3人組ガールズユニット。

## 特徴
「いい音楽を丁寧に」をモットーに、下北沢や渋谷など都内を中心に活動中。ろみと、サウンドサポーターLunaccoが作詞作曲を担当。

## 歴史
- 2014年 - ボーカル・ろみが大学の軽音楽部で仲の良かったギター・ひかるを誘って結成。結成後は2人でライブ活動を中心に行うが、就職活動期間になり活動休止[1]。
- 2015年 - 同じ軽音楽部だったキーボード・ちほこを加えて活動を再開。
- 2016年春 - 3人とも大学を卒業し、共同生活を開始。ひかるが就職し、平日の夜や週末を中心に活動している。

## メンバー
- ろみ（1993年6月16日 - ）
  - ボーカル担当。
- ひかる（1993年11月4日 - ）
  - ギター、コーラス担当。
- ちほこ（1993年7月3日 - ）
  - キーボード担当。

### サポートメンバー
- Lunacco(サウンドサポーター)

## ディスコグラフィ

### 自主制作版
- 『わたしのねがいごと。黒盤』

1. 夜の月
2. 暗い歌
3. Goodbye I love you baby

- 『記憶』

1. ゆうやけ
2. プレゼント
3. 記憶の川

- 『眠れないなら一緒に歌おう』

1. 眠れないなら一緒に歌おう
2. ダメな夜

### 全国流通シングル
- 『あめつぶ』(2017年03月24日)

1. あめつぶ
2. まどべ

### ミニアルバム
- 『きこえる』(2017年12月06日)

1. きこえる？
2. 終電間際
3. キャンプファイヤー
4. あおいうた
5. ダンス

## 映像作品

### ミュージックビデオ
| 公開日         | 曲名                         |
| 2016年5月31日  | 「眠れないなら一緒に歌おう」 |
| 2016年8月17日  | 「夜の月」                   |
| 2017年3月23日  | 「あめつぶ」                 |
| 2017年11月17日 | 「きこえる？」               |
| 2018年4月6日   | 「ぐるり」                   |

### オフィシャルビデオ
| 公開日        | 曲名       |
| 2017年12月6日 | 「ダンス」 |

### ライブ映像
| 公開日       | タイトル                                                        |
| 2018年4月3日 | 「眠れないなら一緒に歌おう(Live)(2018.3.23 下北沢BASEMENTBAR)」 |

### その他音楽映像作品
| 公開日         | タイトル                                                            |
| 2015年11月13日 | 「夜の月（RO69JACK 2015 for COUNTDOWN JAPAN 入賞選考 ライヴ映像）」 |
| 2017年11月11日 | 「Mini Album Teaser」                                               |

## 主なライブ活動

### 自主企画
| 年   | 日程     | タイトル                                                   | 場所                               | 備考           |
| ---- | -------- | ---------------------------------------------------------- | ---------------------------------- | -------------- |
| 2016 | 9月17日  | わたしのねがいごと。ワンマン “HITSUJI NIGHT”               | 東京都 下北沢440                   | ワンマンライブ |
| 2017 | 6月17日  | わたしのねがいごと。ワンマンライブ ～HITSUJI NIGHT vol.2～ | 東京都 青山 月見ル君想フ           | ワンマンライブ |
| 2017 | 12月10日 | わたしのねがいごと。ワンマンライブ ～HITSUJI NIGHT vol.3～ | 東京都 代官山 晴れたら空に豆まいて | ワンマンライブ |
| 2018 | 3月3日   | わたねが祭り 〜無料だよ！全員集合！〜                      | 東京都 代官山 晴れたら空に豆まいて | 無料イベント   |